# Lepuix-Neuf
Lepuix-Neuf é uma comuna francesa na região administrativa de Borgonha-Franco-Condado, no departamento do Território de Belfort. Estende-se por uma área de 5,46 km². Em 2010 a comuna tinha 304 habitantes (densidade: 55,7 hab./km²).